# Rahid Əmirquliyev
Rahid Əmirquliyev (ur. 1 września 1989 w Baku, Azerbejdżan) – azerski piłkarz grający na pozycji pomocnika, od 2015 roku występujący w Səbailu Baku. W reprezentacji Azerbejdżanu zadebiutował w 2007 roku.